# Bataille des Downs
Pour les articles homonymes, voir Bataille des Dunes.
Guerre de Trente Ans
Batailles
La bataille des Downs, ou bataille des Dunes, se déroule le 21 octobre 1639 pendant la guerre de Quatre-Vingts Ans, qui se confond, à partir de 1618 avec la guerre de Trente Ans. La flotte néerlandaise, commandée par l'amiral Maarten Tromp, y remporte une victoire décisive sur la marine espagnole, commandés par l'amiral Antonio de Oquendo.

## Contexte
En 1639, l'Espagne envoie une puissante expédition navale, composée de 77 navires, embarquant 23 000 marins et soldats, dans la Manche. Elle cherche désespérément à envoyer des renforts et du ravitaillement en Flandre, alors que les troupes françaises en interdisent l'accès par les routes terrestres. La flotte quitte La Corogne le 16 septembre, sous le commandement de l'amiral Antonio de Oquendo. Elle se propose de rejoindre Dunkerque, le dernier grand port catholique des côtes de la mer du Nord. Le 25 septembre, elle est aperçue dans la Manche par l'escadre néerlandaise de Tromp. Ce dernier n'a que douze navires : aussi se contente-t-il dans un premier temps de dépêcher l'un de ses vaisseaux pour aller chercher de l'aide, tandis qu'il recule simplement avec les autres devant l'armada ibérique.
Le 27 septembre, lorsqu'il est rejoint par le vice-amiral Witte de With et sa petite escadre, il décide de se rapprocher et d'attaquer. Oquendo a l'avantage du vent et essaye de se rapprocher pour aborder les plus petits vaisseaux néerlandais. De son côté concentrant ses feux sur les navires espagnols les plus puissants, Tromp réussit à en endommager sérieusement plusieurs, démoralisant ainsi les équipages de la flotte adverse. La férocité de De With, qui ne peut s'empêcher de rompre sa ligne pour attaquer au plus près les bâtiments espagnols, sans que ceux-ci soient en mesure de lui opposer une défense efficace, a probablement contribué également au découragement des marins ibériques. Le jour suivant, les 12 navires du contre-amiral zélandais Joost Banckert (en) viennent renforcer l'escadre de Tromp.
Après plusieurs jours de bataille (près de 60 heures), les deux flottes ont épuisé toutes leurs munitions et décident de rompre le combat. Seuls deux navires néerlandais et un transporteur espagnol ont coulé. Mais les graves dommages subis par les fleurons de la flotte espagnole, les galions Santa Teresa et Santiago, sapent le moral des marins
Pour les Espagnols, la priorité n'est pas de livrer un combat naval, à l'issue de surcroît bien compromise, mais de préserver les troupes transportées. Aussi, choisissent-ils de rompre la bataille. Oquendo, par peur de combattre dans les eaux de Mardyck près de Dunkerque, décide de chercher refuge au large des côtes anglaises, dans un mouillage appelé les Downs, entre Douvres et Deal, dans le Kent, près d'une escadre anglaise commandée par le vice-amiral John Pennington (en). Les Espagnols espèrent que les tempêtes automnales habituelles disperseront rapidement la flotte néerlandaise. Dans les années 1630, l'Angleterre tient une politique de neutralité qui dans les faits favorise l'Espagne. Elle peut transférer de l'argent et des hommes par bateaux anglais vers les Flandres. Dans ce cadre, Charles Ier ordonne à Pennington de protéger la flotte espagnole.
Dans la nuit du 28, Tromp et de With se retirent pour se ravitailler à Calais, notamment en poudre, car les munitions commencent à manquer, ainsi que pour débarquer les blessés. Avant le jour suivant, ils repartent en mer. Ils sont inquiets car ils ignorent où est passée la flotte espagnole et craignent qu'elle ne leur ait échappé. Le 30, ils découvrent qu'elle mouille aux Downs et la soumettent à un étroit blocus tout en adressant une demande pressante de renfort aux autorités néerlandaises. Celles-ci réquisitionnent tous les navires de taille suffisante qu'elles peuvent trouver tandis que les volontaires affluent, attirés par la promesse d'un riche butin. À la fin du mois d'octobre, Tromp réunit sous ses ordres 105 navires et 12 brûlots.
Pendant ce temps, les Espagnols commencent à transporter leurs troupes et leur argent en Flandre, à bord de bâtiments britanniques, battant pavillon anglais. Tromp met un frein à cette pratique en arraisonnant les bateaux anglais suspects et en s'emparant des soldats espagnols qui sont à bord. Inquiet quant à une éventuelle réaction hostile anglaise, il affirme à Pennington qu'il obéit contre son gré à des ordres secrets des États-Généraux des Provinces-Unies et lui présente « confidentiellement », une lettre lui intimant d'attaquer l'armada espagnole où qu'elle se trouve et de prévenir, par la force si nécessaire, l'interférence éventuelle d'un État tiers.
Tromp demande également officiellement à Oquendo pourquoi il refuse la bataille alors qu'il dispose d'une puissance de feu supérieure à la sienne. Oquendo répond que sa flotte doit préalablement subir d'importantes réparations, mais qu'en raison du blocus auquel la soumettent les Néerlandais, elle ne peut recevoir les mâts et les autres matériaux dont elle a besoin. En fait, malgré des demandes répétées à l'ambassadeur espagnol à Londres et au gouverneur de Flandre, les matériaux n'arrivent que lentement d'Angleterre. Le moral de la flotte espagnole diminue rapidement, 14 navires seulement réussissent à s'échapper avant que Tromp n'établisse un blocus efficace. Les autres navires sont faiblement ravitaillés par les Anglais et des épidémies se répandent parmi les équipages.

## Déroulement

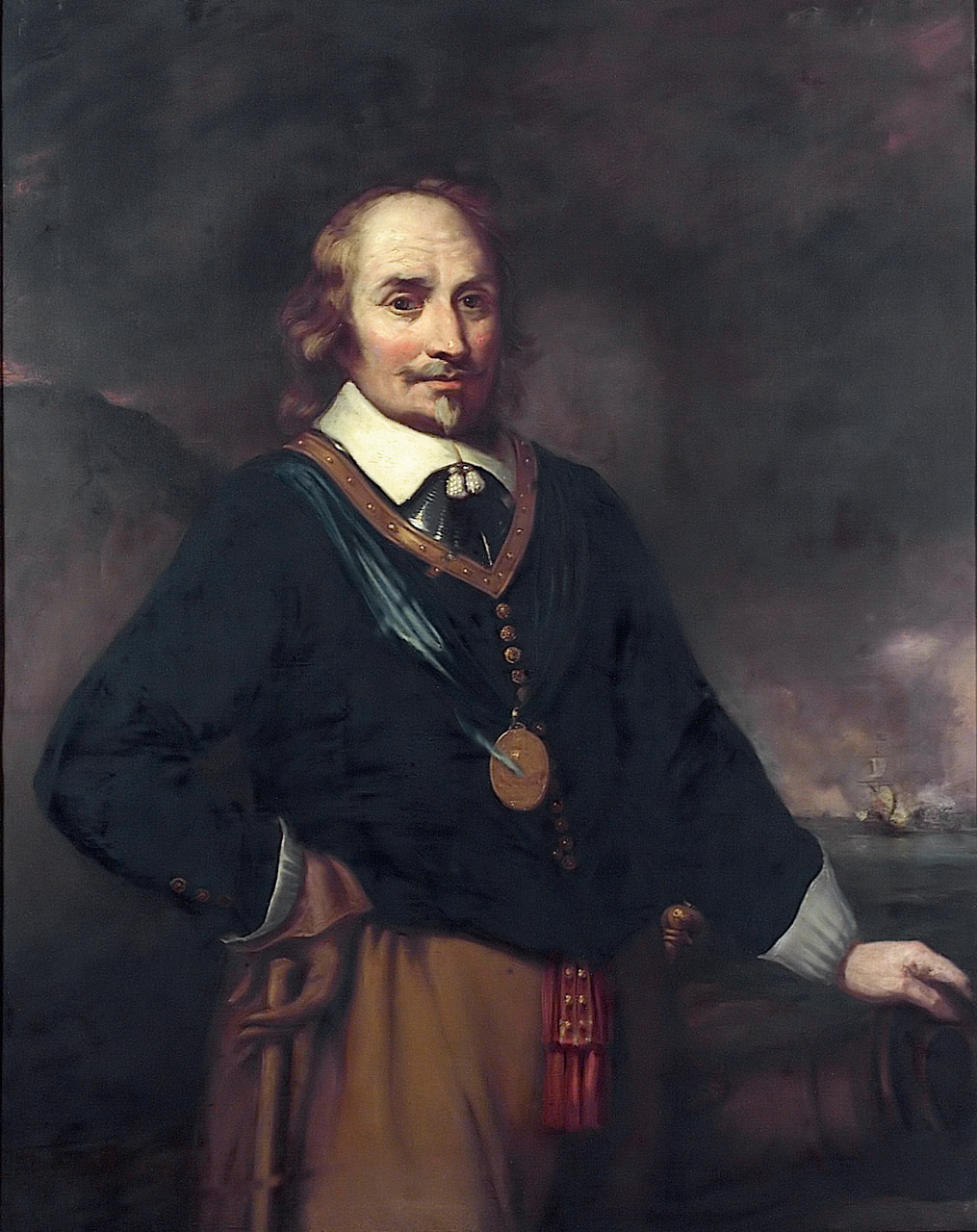
Maarten Tromp

Le 21 octobre, profitant d'un vent d'est favorable, Tromp détache De With avec une escadre pour observer les Anglais et les empêcher éventuellement d'intervenir, envoie une escadre au nord
(sous Cornelis Jol) et une autre au sud (commandée par Jan Heindriksz de Nijs) pour interdire toute voie de repli, et attaque avec les trois escadres restantes. La plupart des soldats destinés à l'armée des Flandres et les navires de transport ont déjà quitté les Downs et il ne reste plus qu'une quarantaine de navires. Quelques-uns des lourds galions espagnols, quasiment impossibles à manœuvrer, paniquent à la vue des Néerlandais, coupent les câbles des ancres et s'échouent délibérément. Ils sont aussitôt assaillis et pillés par la populace anglaise, venue en nombre sur la grève observer le spectacle de la bataille. D'autres vaisseaux tentent une percée à travers les lignes néerlandaises.
Le navire amiral d'Oquendo, le Santiago, sort le premier, suivi du Santa Teresa, le vaisseau amiral portugais. Cinq brûlots en flammes sont lancés au milieu des bâtiments espagnols. Le Santiago réussit à éviter les trois premiers mais ceux-ci atteignent le Santa Teresa qui vient de repousser l'attaque des deux autres. Trop gros et trop lourd (c'est le plus gros navire de l'armada d'Oquendo avec un volume de 1 100 tonneaux), il ne peut leur échapper et il est incendié par l'un d'eux. Son commandant, l'amiral Lope de Hoces, décide de continuer à tirer sur l'ennemi avant d'être tué ainsi qu'une grande partie de l'équipage.
Les navires portugais sont interceptés par le vice-amiral zélandais Johan Evertsen qui lance ses brûlots contre eux, la plupart de la flotte portugaise est prise ou détruite. Huit navires néerlandais attaquent alors le Santiago. Mais Oquendo et son équipage résistent pour permettre la fuite d'autres vaisseaux espagnols. Dans la soirée, profitant de la faible visibilité due à l'obscurité et au brouillard, quelques navires espagnols dont Oquendo et l'escadre dunkerquoise qui est venue à son aide parviennent à se débarrasser de leurs assaillants et à atteindre Mardyck malgré la chasse menée par les escadres de Jol et Nijs.
Au total, sur 38 navires espagnols qui essayent de forcer le blocus néerlandais, 12 s'échouent (dont 9 qui réussissent à repartir et à atteindre finalement Mardyck), 1 est détruit par un brûlot, 9 se rendent (dont 3 qui sont trop endommagés pour atteindre un port) et 3 préfèrent s'échouer sur les côtes françaises et flamandes pour éviter la capture.
Les pertes humaines sont énormes : 15 200 morts et 1 800 prisonniers selon les rapports de l'époque. Cependant, ces chiffres sont aujourd'hui considérés comme très exagérés, d'autant qu'un tiers des troupes espagnoles avaient réussi à débarquer en Flandre avant la bataille grâce aux navires anglais. L'estimation des pertes (qui demeurent considérables) est désormais de 7 000 marins et soldats tués et 2 000 autres capturés pour les Espagnols et entre 500 et 1 000 morts pour les Néerlandais qui perdent également un bâtiment.

## Conséquences
Cette bataille met un terme à la suprématie navale espagnole. Les Néerlandais et les Anglais tirent rapidement profit de cette situation pour attaquer et tenter de s'emparer des possessions coloniales ibériques.
Cependant, la bataille des Downs constitue aussi une humiliation pour l'Angleterre : sa neutralité et ses eaux territoriales ont été bafouées devant sa flotte impuissante. Le ressentiment qui en résulte n'est peut-être pas étranger à la dégradation des relations avec les Provinces-Unies et conduit les deux pays à s'affronter militairement une dizaine d'années plus tard.
La France a aussi suivi avec beaucoup d'attention ce combat car elle est en guerre contre l'Espagne depuis 1635. La destruction de cette escadre apportant des renforts aux Pays-Bas espagnols enlève une grosse épine du pied aux troupes françaises qui n'ont pas encore réussi à emporter de succès décisif dans les Flandres. Louis XIII, qui comprend parfaitement l'importance de cette bataille, anoblit Tromp.

## Référence
- (en) Cet article est partiellement ou en totalité issu de l’article de Wikipédia en anglais intitulé « Battle of the Downs » (voir la liste des auteurs).